# الكسندر سميث تايلور
الكسندر سميث تايلور (بالإنجليزية: Alexander Smith Taylor)‏ هو مؤرخ أمريكي، ولد في 16 أبريل 1817 في تشارلستون في الولايات المتحدة، وتوفي في 27 يوليو 1876 في Rancho La Goleta ‏ في الولايات المتحدة.